# Anomis bipuncta
Anomis bipuncta là một loài bướm đêm trong họ Erebidae.